# Leptopelis gramineus
Leptopelis gramineus là một loài ếch thuộc họ Hyperoliidae.
Đây là loài đặc hữu của Ethiopia.
Môi trường sống tự nhiên của chúng là rừng khô nhiệt đới hoặc cận nhiệt đới, vùng núi ẩm nhiệt đới hoặc cận nhiệt đới, vùng cây bụi nhiệt đới hoặc cận nhiệt đới vùng đất cao, đồng cỏ nhiệt đới hoặc cận nhiệt đới vùng đất cao, sông ngòi, sông có nước theo mùa, đầm nước ngọt, đầm nước ngọt có nước theo mùa, vườn nông thôn, và các vùng đô thị.
Chúng hiện đang bị đe dọa vì mất môi trường sống.